# Brunegg
Brunegg is een gemeente en plaats in het Zwitserse kanton Aargau en maakt deel uit van het district Lenzburg.
Brunegg telt 686 inwoners.